# Campsiura abyssinica
Campsiura abyssinica är en skalbaggsart som beskrevs av John Obadiah Westwood 1874. Campsiura abyssinica ingår i släktet Campsiura och familjen Cetoniidae. Inga underarter finns listade.